# Chalybs hassan
Chalybs hassan är en fjärilsart som beskrevs av Stoll 1790. Chalybs hassan ingår i släktet Chalybs och familjen juvelvingar. Inga underarter finns listade i Catalogue of Life.

## Bildgalleri

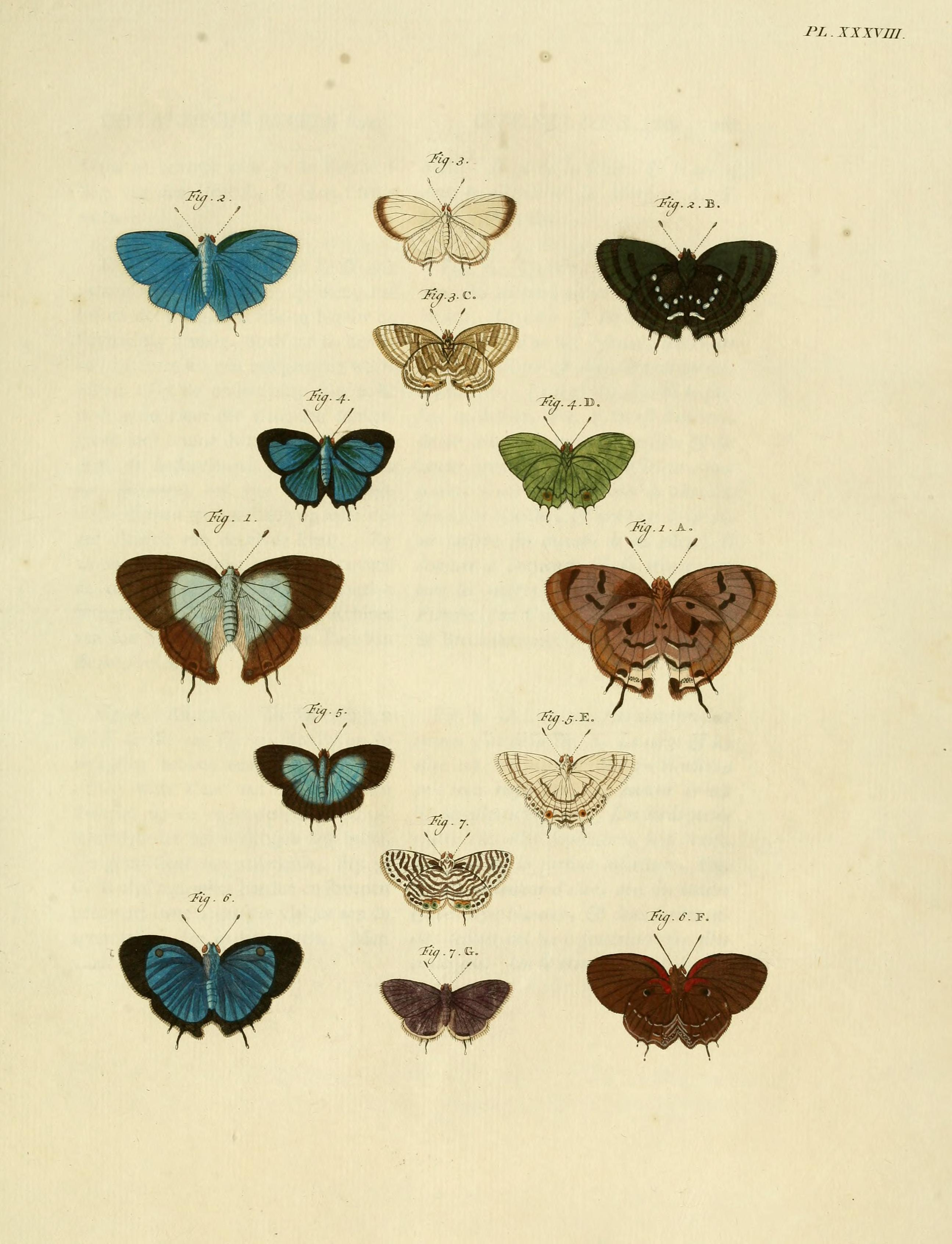